# Młynek (gmina Kruszyna)
Młynek – osada w Polsce położona w województwie śląskim, w powiecie częstochowskim, w gminie Kruszyna.